# NIZO food research
NIZO food research (voorheen Nederlands Instituut voor Zuivelonderzoek) is een testinstituut voor voedingsproducten in Ede (Nederland). Het streeft naar innovatie in voedsel- en gezondheidsproducten. Het instituut begon als een non-profit stichting in 1948. In de jaren 2003–2009 werd het stapsgewijs omgevormd tot een onafhankelijk commercieel bedrijf.

## Geschiedenis

### Stichting Nederlands Instituut voor Zuivelonderzoek (1948–2003)
Aangezien de vele overwegend kleine Nederlandse coöperatieve zuivelindustrieën niet de beschikking hadden over R&D-faciliteiten, werd besloten om dit onder te brengen bij een gezamenlijk instituut. Het Nederlands Instituut voor Zuivelonderzoek (NIZO) werd daarom in 1948 als stichting opgericht door de Nederlandse zuivelcoöperaties.
Het instituut was aanvankelijk gevestigd in Hoorn in de provincie Noord-Holland. In 1953 werd besloten te verhuizen naar Ede in Gelderland, waar een laboratorium werd gesticht op een deel van het landgoed Kernhem. Dit nieuwe lab werd gehuisvest in een modern gebouw dat op 2 juni 1955 formeel werd geopend door landbouwminister Sicco Mansholt. "Het instituut [zal] op twee manieren de gemeenschap moeten dienen. Enerzijds door research, doch ook door het zoeken naar nieuwe afzetmogelijkheden, (...) aldus de minister," schreef NRC destijds.
De naam "NIZO food research" wordt al sinds minstens 1963 gebruikt, aanvankelijk alleen in Engelstalige publicaties, maar vanaf ongeveer de jaren 1990 ook in Nederlandstalige teksten.

### Bedrijf NIZO food research (2003–heden)
In 2003 werd de stichting NIZO een bedrijf. Door de schaalvergroting van de Nederlandse zuivelbedrijven, als gevolg van herhaalde fusies, veranderde ook de positie van het instituut. Bedrijven gingen sinds eind jaren 1980 bovendien zelf ook meer en meer aan productontwikkeling doen en hun eigen researchafdelingen opzetten.
Na de fusie van Friesland Foods en Campina in 2007 bezat dit fusiebedrijf FrieslandCampina 80% van de aandelen van NIZO. Derhalve was er geen toekomst meer voor het instituut als eigendom van de gezamenlijke Nederlandse zuivelbedrijven.
In 2009 werd het instituut door een managementbuy-out verzelfstandigd. In 2016 is Gilde Healthcare aandeelhouder geworden. NIZO food research is uitgegroeid tot een commerciële onderzoeksorganisatie die opdrachten uitvoert voor de voedingsmiddelenindustrie.
In januari 2025 kondigde een consortium van partijen waaronder NIZO food research en Mosa Meat aan om twee nieuwe proeffabrieken te gaan bouwen voor het ontwikkelen van kweekvlees, met financiële ondersteuning van het Ministerie van LVVN, het Perspectieffonds Gelderland en het Nationaal Groeifonds. NIZO zou op haar campus in Ede een nieuwe Biotechnology Fermentation Factory (BFF) oprichten dat zich zou focussen op het opschalen van precisiefermentatie van dierlijke eiwitten om daarmee kaas of melk te maken zonder koeien te gebruiken.

## Werkzaamheden
Het bedrijf doet onderzoek naar de kwaliteit van voedselproducten en ingrediënten en is expert op gebied van eiwitten, bacteriën en processing. Hierin staat het bedrijf mondiaal vooraan. NIZO is een private en onafhankelijke speler met het hoofdkantoor in Ede en andere kantoren in Frankrijk, de Verenigde Staten en Japan. Er werken zo'n 100 wetenschappers en ondersteunend personeel. 
NIZO ondersteunt haar klanten (uit binnen- en buitenland) met innovaties om aan de snel veranderende marktvraag te kunnen voldoen. Een voorbeeld hiervan is de shift naar minder dierlijke producten, gedreven door consumenten die zich zorgen maken over zaken zoals duurzaamheid, gezondheid en dierenwelzijn. NIZO werkt samen met wetenschappers en bedrijven in het innovatieproces, als het gaat om het herformuleren van bestaande producten en de creatie van nieuwe. De kennis van het gedrag van ingrediënten en hun interacties maakt dat NIZO het ontwikkelproces kan versnellen en dat (gezondheid)claims kunnen worden onderbouwd.
De wetenschappers van NIZO streven ernaar om koplopers te zijn in de eiwittransitie. Ze hebben kennis ontwikkeld van nieuwe eiwitbronnen van plantaardige oorsprong zoals gele erwten, kikkererwten, veldbonen, aardappelen en raapzaad, maar ook van de in opkomst zijnde ‘single cell’-eiwitten. Deze kennis en expertise stellen NIZO in staat om in haar laboratoriumomgeving analyses te doen en met geavanceerde modellen te voorspellen wat de meest (energie-)efficiënte wijze is om tot de juiste textuur, kleur, stabiliteit, gezondheidsvoordeel of houdbaarheid te komen.
Expertise in voeding (eiwittechnologie, fermentatie, bio-informatica, gezondheid en sensorisch ervaringen) en productietechnologie (voedselproductie en voedselveiligheid) komen samen in de proeffabriek. NIZO heeft de grootste fabriek in Europa die openstaat voor derden en die gecertificeerd is voor het veilig verwerken van voedsel. Nieuwe wetenschappelijke inzichten worden getest in de praktijk om ze zo voor te bereiden op commercialisering door bedrijven. Er wordt naar gestreefd om uitdagingen in het productieproces in NIZO's laboratoria op te lossen voordat een nieuw product in een latere fase de markt op kan.